# Grevillea sericea
Grevillea sericea là một loài thực vật có hoa trong họ Quắn hoa. Loài này được (Sm.) R.Br. miêu tả khoa học đầu tiên năm 1810.